# HLSL
HLSL (англ. High Level Shader Language) — шейдерна мова високого рівня DirectX, є надбудовою над DirectX ASM. За синтаксисом подібна до C, дозволяє використовувати структури, процедури та функції.